# Euryopis spiritus
Euryopis spiritus là một loài nhện trong họ Theridiidae.
Loài này thuộc chi Euryopis. Euryopis spiritus được Herbert Walter Levi miêu tả năm 1954.